# Малая Клецка
Малая Клецка (укр. Мала Клецька) — село в Корецкой городской общине Ровненского района Ровненской области Украины.
До 2020 года входило в Корецкий район.
Население по переписи 2001 года составляло 66 человек.